# Valenciennellus carlsbergi
Valenciennellus carlsbergi és una espècie de peix pertanyent a la família dels esternoptíquids.

## Descripció
- Fa 2,1 cm de llargària màxima.[5][6]

## Hàbitat
És un peix marí i batipelàgic que viu entre 0-200 m de fondària.

## Distribució geogràfica
Es troba a Papua Nova Guinea i el mar de la Xina Meridional.

## Observacions
És inofensiu per als humans.